# 小松山与三松
小松山 与三松（こまつやま よさまつ、慶応3年12月14日（1868年1月8日） - 大正6年（1917年）5月17日）は、加賀国能美郡（現在の石川県小松市）出身で八角部屋に所属した大相撲力士。本名は本田 与三松（ほんだ よさまつ、旧姓:太田）。身長175cm、体重90kg。最高位は西前頭2枚目。養女の夫は元小結鶴ヶ濱（13代玉垣）。

## 来歴
1889年1月幕下附出しで初土俵。1893年1月十両昇進、1893年5月入幕。粘り強い足腰を生かして吊るか打っ棄る取り口。1897年5月横綱小錦を破り、1898年5月にも小錦と預かりの相撲をとる。朝汐に強く、1896年1月、1902年1月に引分、1901年1月、1903年1月に勝利している。幕内12年、23場所務め1904年5月引退し、年寄浦風に。勝負検査役を務め浦風部屋を再興し、浦ノ濱らを育てるも1917年5月大動脈瘤破裂で死去、49歳没。

## 略歴
- 1889年1月 八角部屋（師匠:元大関大鳴門灘右衛門）から幕下から初土俵。
- 1893年1月 十両に昇進。翌5月新入幕。
- 1904年5月 引退し年寄浦風を襲名。

## 主な成績
- 幕内戦績:59勝96敗21分9預45休（23場所）
- 金星:1個（1897年5月場所、小錦から）

## 参考資料
- 横浜新報著作部 編『当世力士銘々伝』小松山与三松,横浜新報社,明36.2. 国立国会図書館デジタルコレクション
- 月刊相撲　2007年11,12月号　『年寄名跡の代々　浦風の巻』　ベースボールマガジン社発行